# Vagif Mustafazadeh
Vagif Mustafazadeh (azerbajdzjanska: Vaqif Mustafazadə; Vaqif Mustafazadä), född den 16 mars 1940 i Baku i Azerbajdzjanska SSR, Sovjetunionen, död den 16 december 1979 i Tasjkent i Uzbekiska SSR, Sojetunionen, var en azerbajdzjansk jazzpianist. 
Mustafazadeh blev känd för att blanda jazz och azerbajdzjansk traditionell musik till en genre som kallas mugam.
Mustafazadeh blev internationellt känd under 1960-talet. Han kom på första plats på den åttonde International Competition of Jazz Composers för sin komposition Waiting for Aziza i Monaco 1978. Han dog 1979 i Tasjkent av en hjärtattack efter en konsert.
Mustafazadeh var gift med Eliza Mustafazadeh, med vilken han fick dottern Aziza, som också är en känd jazzartist.